# Marquês de Paranaguá
Marquês de Paranaguá foi um título nobiliárquico brasileiro criado por D. Pedro I do Brasil, por decreto de 12 de outubro de 1826, em favor de Francisco Vilela Barbosa.
Titulares
1. Francisco Vilela Barbosa, 1.º visconde com grandeza de Paranaguá;[2]
2. João Lustosa da Cunha Paranaguá, 2.º visconde com grandeza de Paranaguá.[3]